# Релуискоу, Джордж де
Джордж Фредерик Уильям де Релуискоу (англ. George Frederick William de Relwyskow; 18 июня 1887, Лондон — 9 ноября 1943, Бирма) — британский вольный борец, чемпион и серебряный призёр летних Олимпийских игр 1908 года. До 1976 года был самым молодым олимпийским чемпионом по борьбе (рекорд был побит в Монреале 20-летним советским спортсменом Суреном Налбандяном).

## Биография
Родился 18 июня 1887 года в Кенсингтоне, районе Лондона, в семье эмигрантов из Белоруссии. Борьбой стал заниматься ещё будучи студентом. Учился в колледже на художника. К 1907 году он выиграл 35 открытых турниров в Великобритании и чемпионат Англии среди любителей в лёгком и среднем весах в 1907 и 1908 годах. Благодаря своим достижениям в 1908 году он был отобран в сборную для участия в Олимпиаде, где соревновался сразу в двух весовых категориях — до 66,6 кг и до 73,0 кг. В первой де Релуискоу стал чемпионом, выиграв четыре схватки подряд, а во второй занял второе место, проиграв только в финале.
После начала Первой мировой войны де Релуискоу вернулся в Великобританию из Южной Африки, где участвовал в показательных поединках. В армии Джордж стал инструктором по гимнастике и бою с холодным оружием. Служил в австралийских пехотных частях, позднее во Франции обучал солдат рукопашному бою без оружия. В октябре 1918 года в Элдершоте назначен инструктором в Королевском корпусе физической подготовки. В 1924 году назначен тренером сборной Великобритании на Олимпиаде в Париже.
В годы Второй мировой войны услуги Джорджа де Релуискоу снова понадобились британским вооружённым силам: он стал инструктором по рукопашному бою и бесшумному уничтожению противника в Управлении специальных операций, обучая солдат в 103-м специальном учебном центре в Канаде (более известный как Лагерь Икс). По возвращении в Великобританию де Релуискоу был отправлен на Дальний Восток, в Бирму.
9 ноября 1943 года Джордж де Релуискоу погиб в одном из боёв.
Был женат, супругу звали Клара. В браке родился сын Джордж, который также стал борцом и выступал как до, так и после Второй мировой войны (в браке также родился ещё один сын, Дуглас).